# Takeuchi Seihō
Takeuchi Seihō  (竹内 栖鳳?), pseudonimo di Takeuchi Tsunekichi (Kyoto, 20 dicembre 1864 – 23 agosto 1942), è stato un pittore giapponese, attivo artisticamente nel periodo Meiji e fino all’inizio del periodo Shōwa. Fu uno dei fondatori del movimento Nihonga e fu considerato uno dei maestri dell’arte pittorica dell’ambiente artistico di Kyoto nel periodo preguerra.

## Biografia
Seihō, fin da ragazzo amava disegnare ed era suo sogno diventare un artista. Il padre lo avrebbe destinato alla prosecuzione della propria attività di gestore del ristorante di famiglia, ma si convinse dell'inclinazione artistica del figlio. Seihō a partire dai 14 anni studiò quindi pittura e fu allievo inizialmente di Tsuchida Eirin per circa 4 anni e successivamente di Kōno Bairei, entrambi pittori della Scuola Maruyama-Shijō, scuola che coniugava le convenzioni pittoriche dello stile Nanga con il vivace naturalismo di dettaglio secondo lo stile di Maruyama Ōkyo.  In breve divenne l’allievo brillante e prediletto del maestro Bairei che accompagnò in numerosi viaggi in Giappone e dal quale ricevette lo pseudonimo d’arte “Seiho” (Fenice vivente), nome che mantenne per tutta la vita.
Il metodo didattico di Bairei era rigido e tradizionale e prevedeva la realizzazione di ripetute copie di una propria opera relativa ad elementi della natura, fiori o animali,  fino al raggiungimento di una riproduzione fedele all’originale nei minimi dettagli. Solo successivamente gli allievi affrontavano una copia dal vero che prevede un’osservazione ed una interpretazione personale. 
Studiò inoltre con Kishi Chikudō, con un orientamento maggiormente indirizzato alla ricerca, attraverso anche il confronto con tecniche e temi di opere straniere.
Nel 1882 due dei lavori di Seiho furono premiati al  Naikoku Kaiga Kyoshinkai, uno dei primi concorsi di pittura che si svolsero in Giappone e ciò favorì l’avvio della sua carriera artistica. 
In occasione dell’Esposizione di Parigi  (1900), viaggiò in Europa su indicazione della Prefettura di Kyoto e poté così avvicinare e studiare l’arte occidentale.

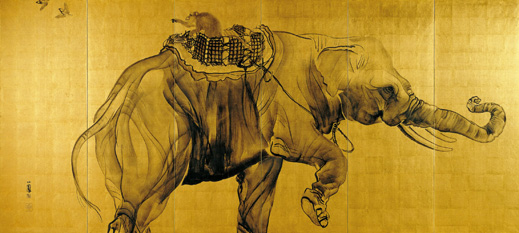
Elefante (1904 - Inchiostro di china su foglia d'oro - Museo d'Arte Yamatane, Tokyo

Al ritorno in Giappone diede avvio ad uno stile pittorico nuovo per l’epoca combinando le tecniche della tradizione giapponese proprie della Scuola Maruyama-Shijō  con alcune delle forme del realismo romantico occidentale in particolare di Turner e di Corot. Inizialmente la sua ricerca di sintesi tra influssi e stili diversi non trovò il favore di una parte della critica, ma nel tempo la sua fama e influenza si consolidò. 
A partire dalla prima esposizione del Bunten nel 1907, la mostra indetta dal Ministero dell’Istruzione, Seihō fece parte della commissione di giuria. 
Nel 1909 fu nominato professore alla Scuola municipale d’arte di Kyoto e inoltre Seihō istituì una propria scuola privata, la Chikujokai. Tra i suoi allievi che successivamente si dedicarono alla carriera artistica troviamo Tokuoka Shinsen e Uemura Shōen.
Nel 1913 fu nominato Artista della Casa imperiale, e nel 1919 membro dell’Accademia imperiale delle Arti (Teikoku Bijutsuin). Fu inoltre tra i primi ad essere insignito dell’Ordine della Cultura quando l’onorificenza fu istituita nel 1937.
Tra il 1920 e il 1922, dunque in età matura,  compì due viaggi in Cina che rappresentarono una fase di svolta della sua espressione artistica e un riavvicinamento allo stile sintetico dei maestri della tradizione cinese e in particolare della Scuola meridionale. "I viaggi in Cina lo liberarono dalla dipendenza del soggetto, riportandolo sulla strada di tradizione orientale dell’ellisse, dell’astrazione, della riduzione all’essenziale "

## Temi
Uno dei suoi soggetti preferiti, che ritrasse durante tutto l’arco della sua carriera artistica, furono gli animali, spesso colti in pose inusuali o divertenti, un genere per il quale divenne noto. Nel corso dei suoi viaggi all’estero Seihō ebbe cura di visitare gli zoo di ogni città europea nella quale soggiornava per poter vedere dal vivo animali che in Giappone potevano essere studiati solamente attraverso le riproduzioni fotografiche. Il primo zoo pubblico in Giappone fu aperto solamente nel 1907.
Orsi e leoni compaiono numerosi nei pannelli e nei paraventi realizzati da Seiho, sia come figure inserite in un ambiente naturale e in un contesto narrativo, sia come soggetti che emergono in uno sfondo vuoto e neutro. 
Grande attenzione diede anche ad animali domestici, uccelli, conigli, rane e piccoli insetti riprodotti spesso in dipinti di carattere più intimo. 
Altri temi ricorrenti e di suo interesse sono stati il paesaggio e la figura umana, in particolare la figura femminile. 
Si stima che durante la sua lunga carriera artistica di oltre 60 anni, Takeuchi abbia realizzato approssimativamente 5.000 dipinti, di cui non meno di 40 paraventi pieghevoli di grandi dimensioni,  parte dei quali su fondo in foglia d’oro.

## Galleria d’immagini

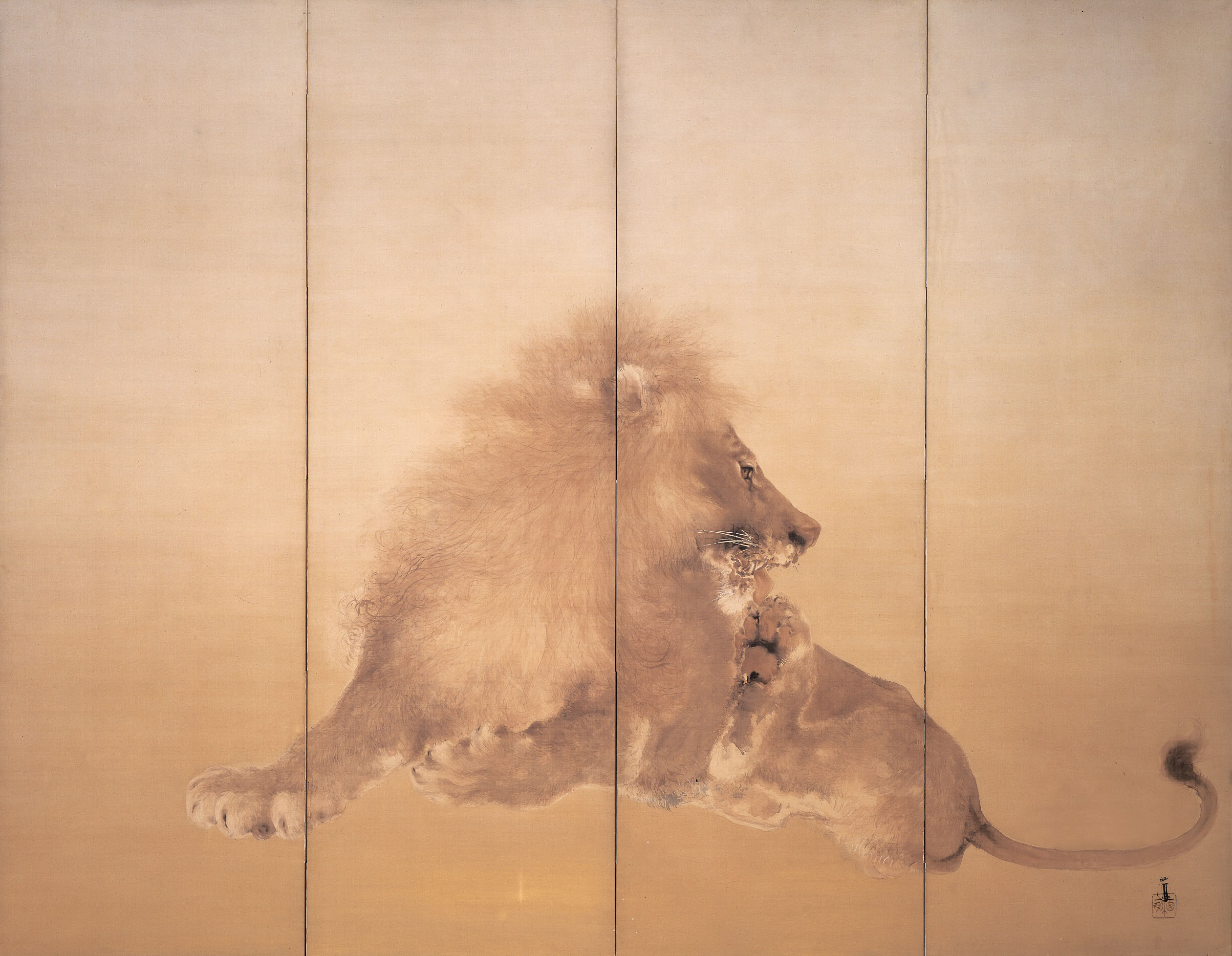
Leone (1901)
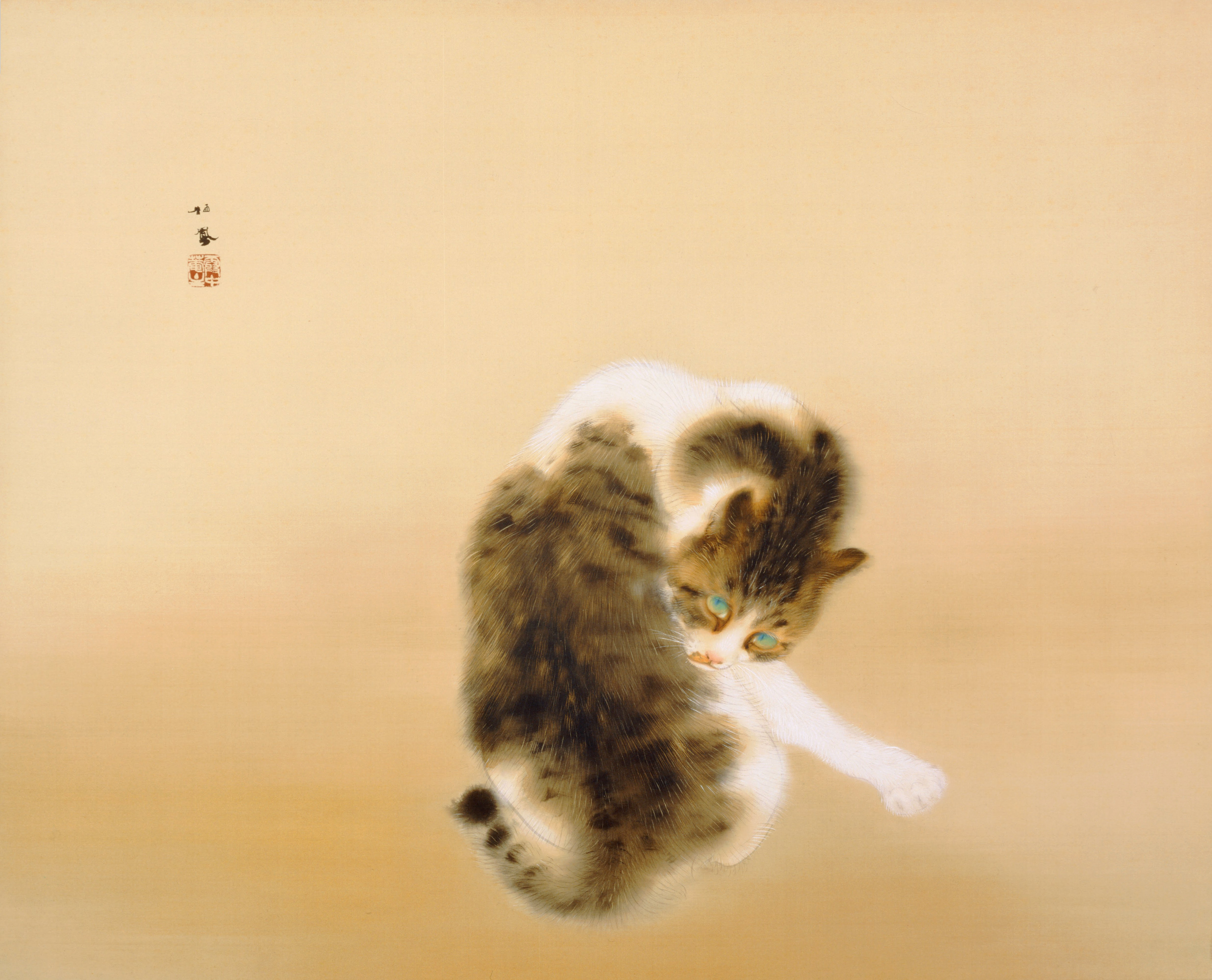
Gatto soriano (1924) – Museo d’Arte Yamatane, Tokyo
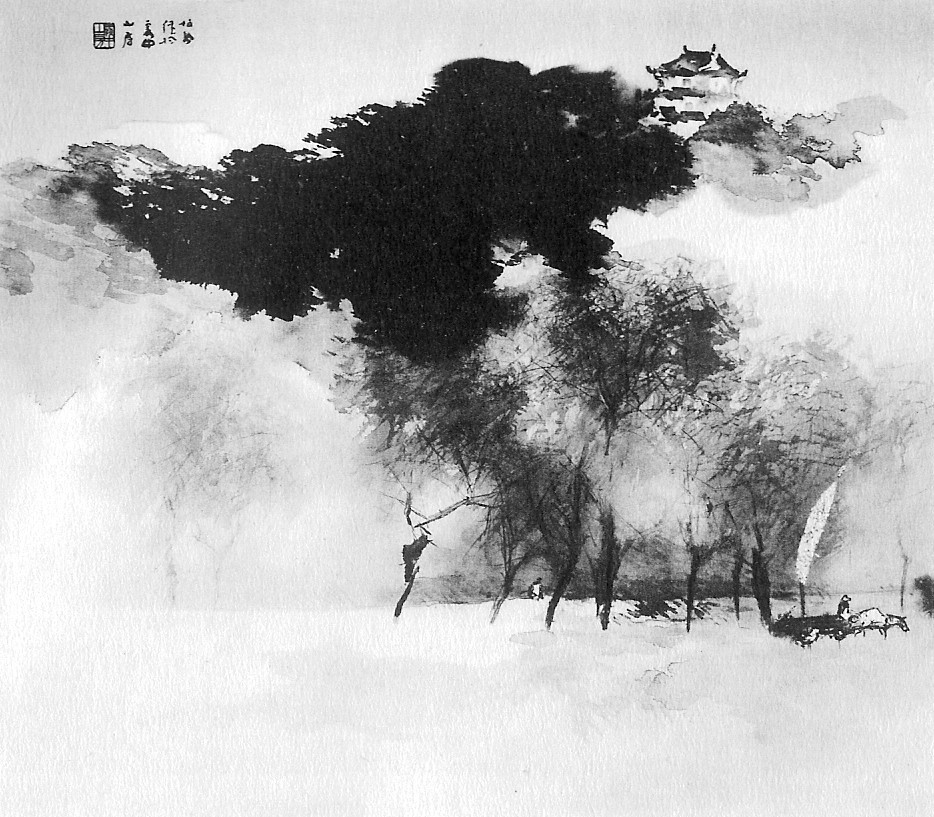
Castello di Edo, Tokyo